# Salmo 15
El salmo 15  es, según la numeración hebrea, el decimoquinto salmo del Libro de los salmos de la Biblia. Corresponde al salmo 14 según la numeración de la Biblia Septuaginta griega, empleada también en la Vulgata latina. Por este motivo, recogiendo la doble numeración, a este salmo también se le refiere como el salmo 15 (14).
A menudo se le llama 'liturgia de entrada', en la que un adorador pregunta las condiciones para ingresar al lugar de culto y un sacerdote responde.
Interpretción católica; Condiciones para permanecer en la presencia del Señor

## Análisis
Según el Comentario crítico internacional , el Salmo 15 es un poema didáctico, indagando qué tipo de hombre está calificado para ser un invitado de Yahweh (versículo 1); describiéndolo de acuerdo con un decálogo de deberes (versículos 2-5b ) y declarar a tal hombre seguro (versículo 5c) ".
El tema principal de este salmo es "residencia" (versículo 1: "habitar" ... "vivir") en la "tienda" de Dios (no "santuario") y cómo estar en la "santidad, sin la cual nadie ve a Dios". ( Hebreos 12:14 )
Aunque el Salmo se subtitula "Un salmo de David", y la Gemara también atribuye este salmo a David, Charles y Emilie Briggs consideraron esta afirmación de autoría "no histórica".

## Texto
Condiciones para permanecer en la presencia del Señor
1. Salmo. De David. Señor, ¿quién puede morar en tu Tienda? ¿Quién puede habitar en tu monte santo?
2. El que camina con integridad, el que practica la justicia, el que habla con corazón sincero,
3. no calumnia con su lengua, no hace mal a su hermano, ni levanta infamia contra su prójimo;
4. el que tiene por vil al réprobo y honra a los que temen al Señor; el que no se desdice aunque jure en propio daño,
5. el que no presta a usura su dinero, ni acepta soborno contra el inocente. El que obra así no vacilará jamás.[4]

## Contexto
En el Salmo 12 los piadosos perecieron y en el Salmo 14 no hay justos. Eso deja una pregunta retórica sobre "¿quién puede ascender a la montaña de Dios?" que es un inclusio (un par de sujetalibros literarios) en los Salmos 15–24, que aparecen en el Salmo 15: 1 y el Salmo 24: 3.
En el contexto de la cultura de la época, "quien [entonces] pueda morar en su tienda" como invitado no solo sería bienvenido sino que también estaría bajo su protección especial.
En el contexto del tiempo de David, el arca ha estado en Shiloh en el tabernáculo y David mueve el arca al Monte Sion a un tabernáculo recién hecho allí.

## Comentarios

### Iglesia católica

#### Comentario a todo el salmo
El Salmo 15 plantea una pregunta fundamental: ¿quién es digno de habitar en la presencia del Señor? La respuesta se desglosa en una serie de cualidades y comportamientos que reflejan una vida de integridad y justicia. Estas incluyen actuar con rectitud, hablar con sinceridad, evitar la calumnia, no perjudicar al prójimo, despreciar las acciones viles, honrar a quienes temen al Señor, cumplir las promesas incluso en detrimento propio, prestar dinero sin interés y rechazar sobornos. Al vivir de esta manera, una persona se mantiene firme y segura en su relación con Dios. Estas características incluyen actuar con rectitud, hablar con sinceridad, no calumniar, no hacer mal al prójimo y honrar a quienes temen al Señor. En el Nuevo Testamento, 1 Juan 2:10 refuerza esta enseñanza: El que ama a su hermano, permanece en la luz, y en él no hay tropiezo . Así, en la perspectiva cristiana, el amor al prójimo es esencial para vivir en comunión con Dios y reflejar su luz en nuestras vidas.

#### Comentarios al versículo 1
El Salmo 15 comienza con una pregunta sobre quién es digno de habitar en la presencia del Señor, lo que podría reflejar una práctica litúrgica en la que un fiel preguntaba al sacerdote sobre las condiciones para entrar al Templo, similar a lo descrito en el Salmo 24:3 Este diálogo subraya el deseo de comunión con Dios y la búsqueda de Su protección. En textos como  Jeremías 35:2-4 y Ezequiel 42, se mencionan las dependencias en el recinto del Templo donde residían sacerdotes y  levitas, indicando su papel central en la vida religiosa y en la administración del culto. Así, el Salmo 15 no solo establece requisitos éticos para estar en la presencia divina, sino que también refleja las prácticas y estructuras del culto en el Templo de Jerusalén.

#### Comentarios a los versículos 2-5
Estos versículos subrayan que, para habitar en la presencia del Señor, no basta con cumplir rituales o presentar sacrificios; es esencial mantener una conducta moral íntegra y honrada hacia el prójimo. Esta enseñanza refleja las estipulaciones de la Alianza de Dios con su pueblo, como se observa en el Decálogo, y es reiterada por los profetas Cumplir con estas condiciones no solo nos hace gratos al Señor, sino que también nos brinda firmeza y seguridad en la vida.
Esta enseñanza alcanza su plenitud en la vida y palabras de Jesús, quien nos mostró que el amor a Dios está intrínsecamente ligado al amor al prójimo. En Marcos 12:29-31, Jesús resume los mandamientos en dos: amar a Dios con todo el ser y amar al prójimo como a uno mismo, destacando que no hay mandamiento mayor que estos. Así, el Salmo 15 nos invita a reflexionar sobre nuestra conducta y a buscar una relación auténtica con Dios, basada en la justicia, la integridad y el amor hacia los demás.

De su unidad inseparable da testimonio Jesús con sus palabras y su vida: su misión culmina en la Cruz que redime, signo de su amor indivisible al Padre y a la humanidad. Tanto el Antiguo como el Nuevo Testamento son explícitos en afirmar que sin el amor al prójimo, que se concreta en la observancia de los mandamientos no es posible el auténtico amor a Dios. San Juan lo afirma con extraordinario vigor: “Si alguno dice: ‘Amo a Dios’, y aborrece a su hermano, es un mentiroso; pues quien no ama a su hermano, a quien ve, no puede amar a Dios a quien no ve” (1 Jn 4,20)»

## Usos

### Judaísmo
El versículo 4 se encuentra en la repetición de la Amidá durante Rosh Hashaná .

### Cristianismo
Algunos ven una estructura quiástica de los Salmos 15–24, con el Salmo 19 en el centro.
Muchos ven a Jesús como el que puede subir la colina de Dios y habitar en el santuario de Dios, con la iglesia en él. Esto se apoya en el uso frecuente de la frase "mano derecha [de Dios]" en cada uno de los Salmos 16–21, excepto en el Salmo 19.  La mano derecha de Dios generalmente se refiere a un acto de salvación.
Charles Spurgeon ve este salmo como una expectativa de fruto en la vida de un creyente.
Sin el vestido de novia de la justicia en Cristo Jesús, no tenemos derecho a sentarnos en el banquete de comunión. Sin la rectitud de la marcha no somos aptos para la iglesia imperfecta en la tierra, y ciertamente no debemos esperar entrar en la iglesia perfecta de arriba.

### Iglesia católica
El Salmo 15 se recita o canta durante las vísperas del lunes de la primera semana. Para facilitar la comprensión se le asigna a cada salmo un título en rojo (rúbrica) que no forma parte del salmo. El título del Salmo 15 es ¿Quién es justo ante el Señor?.